# 뉴스페이스
뉴스페이스(Newsface)는 대한민국의 인터넷 신문이다. 뉴스페이스는 정치, 경제, 국제, 사회, 문화 등을 다룬다.

## 역사
뉴스페이스는 2010년 3월에 창간되었다. '깨어있는 시민들의 언론'을 모토로 삼아 출발하였다. 회장은 이양호, 대표이사는 정유진, 발행인은 양경숙, 편집장은 민일성이다. 2012년 자료에 따르면, 뉴스페이스는 민일성 편집장, 7명의 상근 기자, 30명의 네티즌 기자 등이 활동하고 서울특별시 영등포구 여의도동 13-2 삼보빌딩 8층에 소재하였다.
라디오21의 양경숙이 발행인이다.

## 같이 보기
- 라디오21